# Volucella zonaria
Volucella zonaria là một loài ruồi trong họ Ruồi giả ong (Syrphidae). Loài này được Poda mô tả khoa học đầu tiên năm 1761. Volucella zonaria phân bố ở vùng Cổ Bắc giới

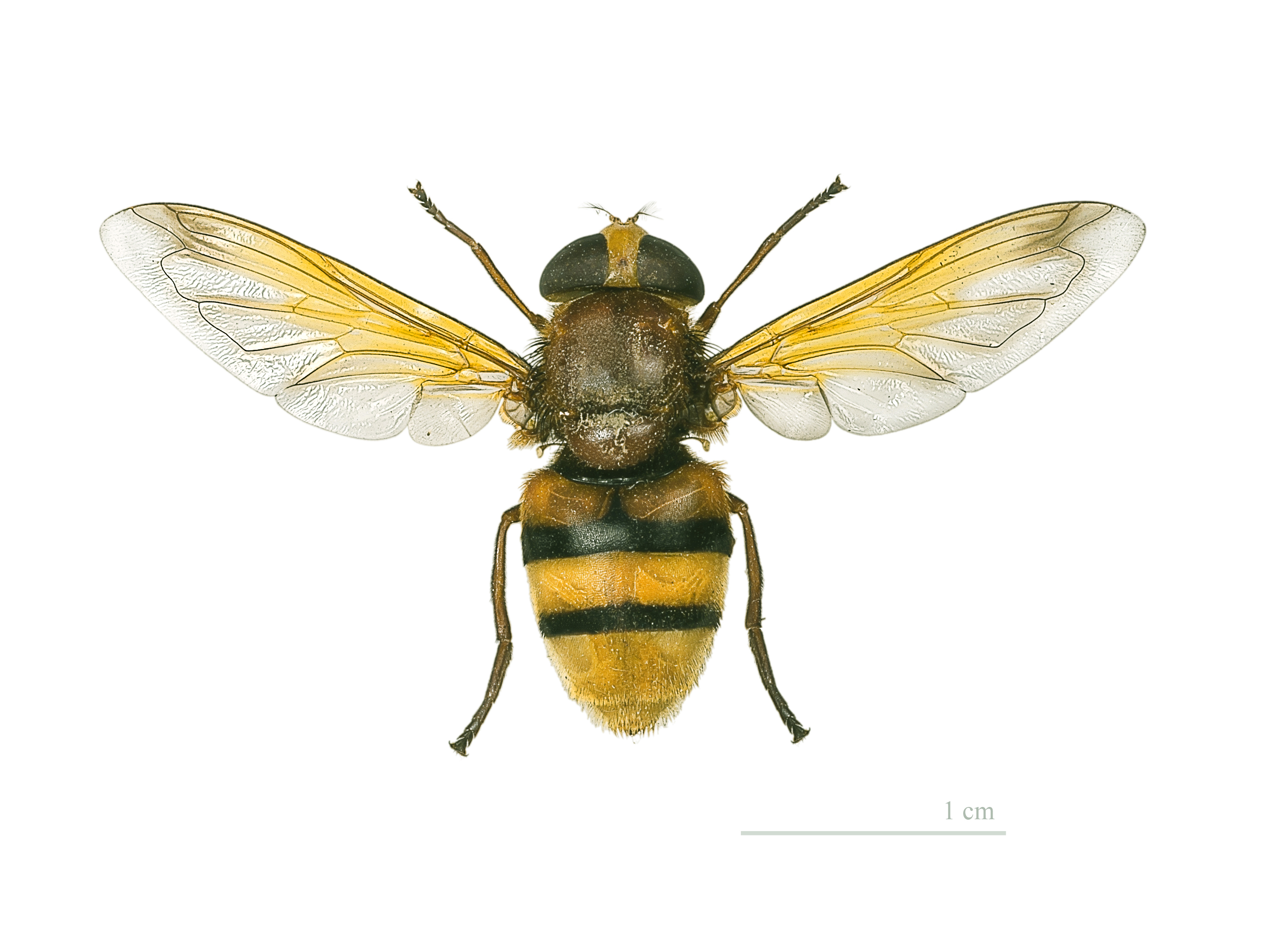
Volucella zonaria